# Quinquagesimo ante

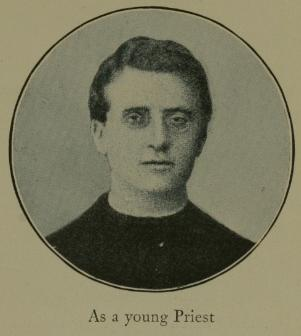
De priester Achille Ratti (Pius XI)

Quinquagesimo ante (Latijn voor  Vijftig (jaar) geleden) was een encycliek uitgevaardigd door paus Pius XI op 23 december 1929 ter gelegenheid van zijn 50-jarig priesterjubileum. Pius XI, toen nog Achille Ratti, was op 20 december 1879 in aanwezigheid van onder meer zijn vader in de Sint-Jan van Lateranen tot priester gewijd. Eerder in 1929, op 6 januari, had Pius, met de apostolische constitutie Auspicantibus nobis, 1929 - ter gelegenheid van zijn priesterjubileum - uitgeroepen tot Jubeljaar.
In de encycliek blikte de paus terug op met name de gebeurtenissen in 1929 die de positie van de kerk verbeterd had. Meest belangrijk was de totstandkoming van de Lateraanse Verdragen op 11 februari 1929, waardoor de soevereiniteit van paus en Vaticaanstad bevestigd werden. De ondertekening van het verdrag op 11 februari had voor de paus een speciale betekenis, omdat onder andere op die dag (11 februari 1858) Maria voor het eerst aan Bernadette Soubirous was verschenen, enkele jaren na het uitroepen van het dogma van de Onbevlekte Ontvangenis van Maria in 1854. Ratificatie van het verdrag had plaatsgevonden op de feestdag van het Heilig Hart van Jezus.
Andere successen die de kerk geboekt had waren de overeenkomsten en concordaten met Portugal (1928), Roemenië (10 mei 1927) en Pruisen (14 juni 1929). Deze waren des te belangrijker omdat ze gesloten waren met voornamelijk niet-katholieke landen. Grote zorgen maakte de paus zich over de situatie in Oost-Europa, terwijl hij als lichtpunt zag, dat de politieke situatie in Mexico in een rustiger vaarwater was terechtgekomen.
Op religieus gebied zouden de oosters-orthodoxe kerken een poging tot toenadering hebben ondernomen, doordat afgevaardigden van de Armeense kerk en de Roetheens-Katholieke Kerk de paus en de stad Rome bezocht hadden. Om de missies aan te moedigen waren ten behoeve van priesters in opleiding verschillende seminaries opgericht, waaronder de Ethiopische en Braziliaanse.
Bijzonder in de ogen van Pius XI waren vieringen geweest in Zweden, Engeland, Schotland en Ierland. Deze landen, die tot voor kort het katholicisme in hun land verboden hadden, hadden het geloof nu geaccepteerd en herdachten belangrijke gebeurtenissen die samengingen met de verspreiding van het geloof in hun land. Zo werd in Zweden Sint Ansgarius herdacht die 1100 jaar daarvoor begonnen was met de bekering van het land.
De paus eindigde met de vreugde die hij ondervond van de vele pelgrims die de stad Rome bezochten en had daarop besloten de periode van het verkrijgen van een speciale aflaat tot in juni 1930 te verlengen.